# 柳博皮利
46°43′15″N 31°6′9″E / 46.72083°N 31.10250°E
柳博皮利（烏克蘭語：Любопіль）是位於烏克蘭西南部的村莊，由敖德萨州敖德萨区的維濟爾卡市鎮負責管轄。該村面積3平方公里，海拔高度5米，2024年人口598，人口密度每平方公里440人。
vyzyrska-gromada pasport gromadi-2024 （页面存档备份，存于）